# Platygaster erythropus
Platygaster erythropus är en stekelart som först beskrevs av William Harris Ashmead 1888.  Platygaster erythropus ingår i släktet Platygaster och familjen gallmyggesteklar. Inga underarter finns listade i Catalogue of Life.